# Land- und Stadtgericht Soldau

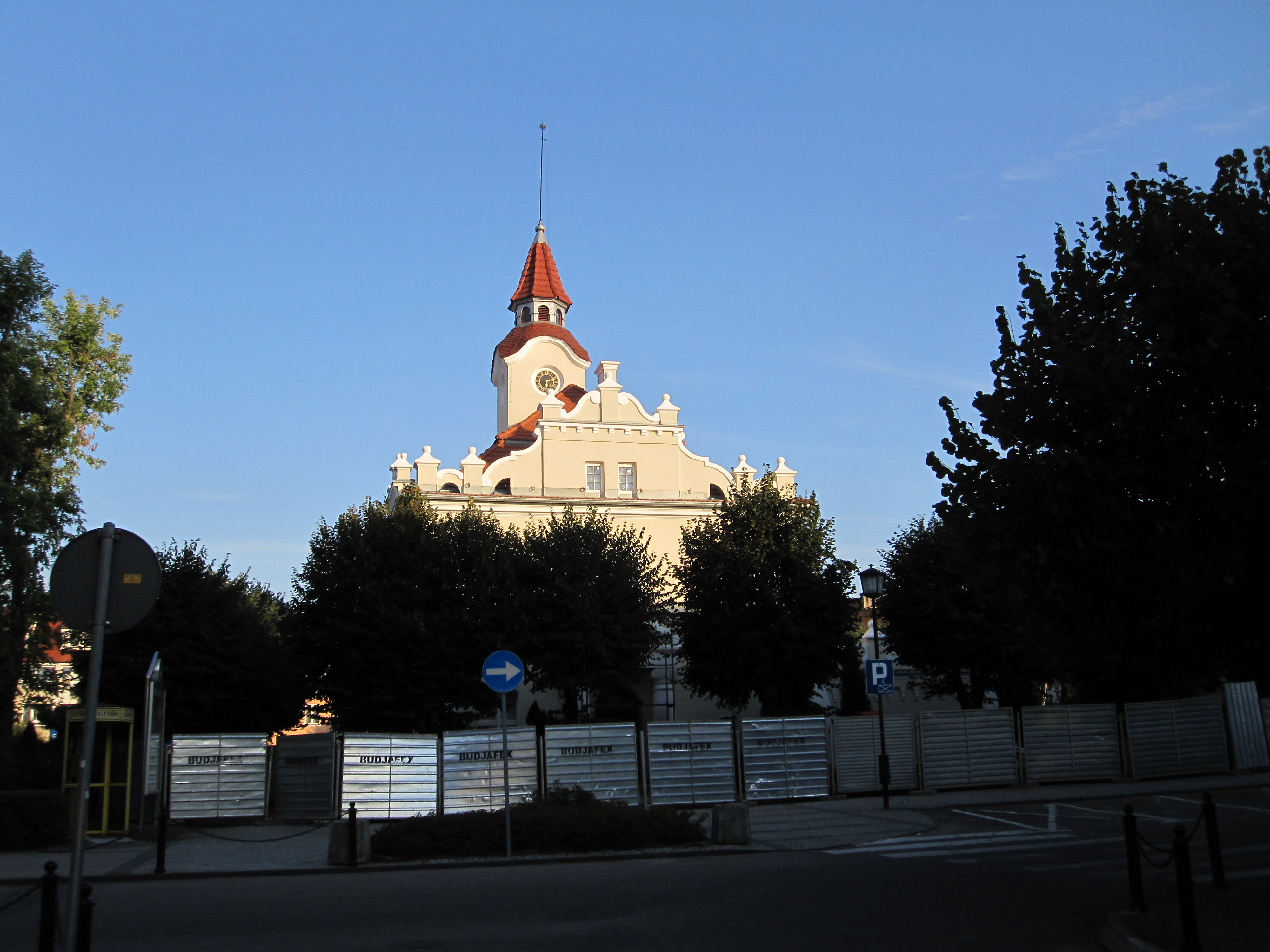
Rathaus von Soldau, Sitz des Gerichtes

Das Land- und Stadtgericht Soldau war von 1824 bis 1849 ein preußisches Land- und Stadtgericht mit Sitz in Soldau.

## Geschichte
Das Land- und Stadtgericht Soldau wurde 1824 aus dem Stadtgericht Soldau und dem Justizamt Soldau. Es war ein Gericht 2. Klasse im Sprengel des Oberlandesgerichts Königsberg.
1837 umfasste der Gerichtsbezirk die Stadt Soldau mit 1892 Gerichtseingesessenen und 77 Ortschaften mit 7378 Gerichtseingesessenen (zusammen also 9270 Gerichtseingesessene). Am Gericht waren ein Stadt- und Landrichter und vier weitere Mitarbeiter beschäftigt. Das Gericht hatte seinen Sitz im 1796 erbauten Rathaus.
Nach der Märzrevolution wurden 1849 einheitlich Kreisgerichte gebildet. In Soldau entstand die Gerichtskommission Soldau des Kreisgerichts Neidenburg.